# Aegna
Aegna (deutsch Wulf, schwedisch Ulfsö) ist eine Insel in der Ostsee vor der Nordküste Estlands im Finnischen Meerbusen. Sie gehört zum Stadtteil Kesklinn der estnischen Hauptstadt Tallinn.

## Lage
Die Insel Aegna liegt an der Spitze der Halbinsel Viimsi am Rande der Tallinner Bucht, 14 km von Tallinn entfernt.
Benachbarte Inseln sind Kräsuli und Kumbli. Die Fläche von Aegna beträgt 2,95 km². Aegna ist Landschaftsschutzgebiet. 70 % der Insel sind mit Wald bedeckt.

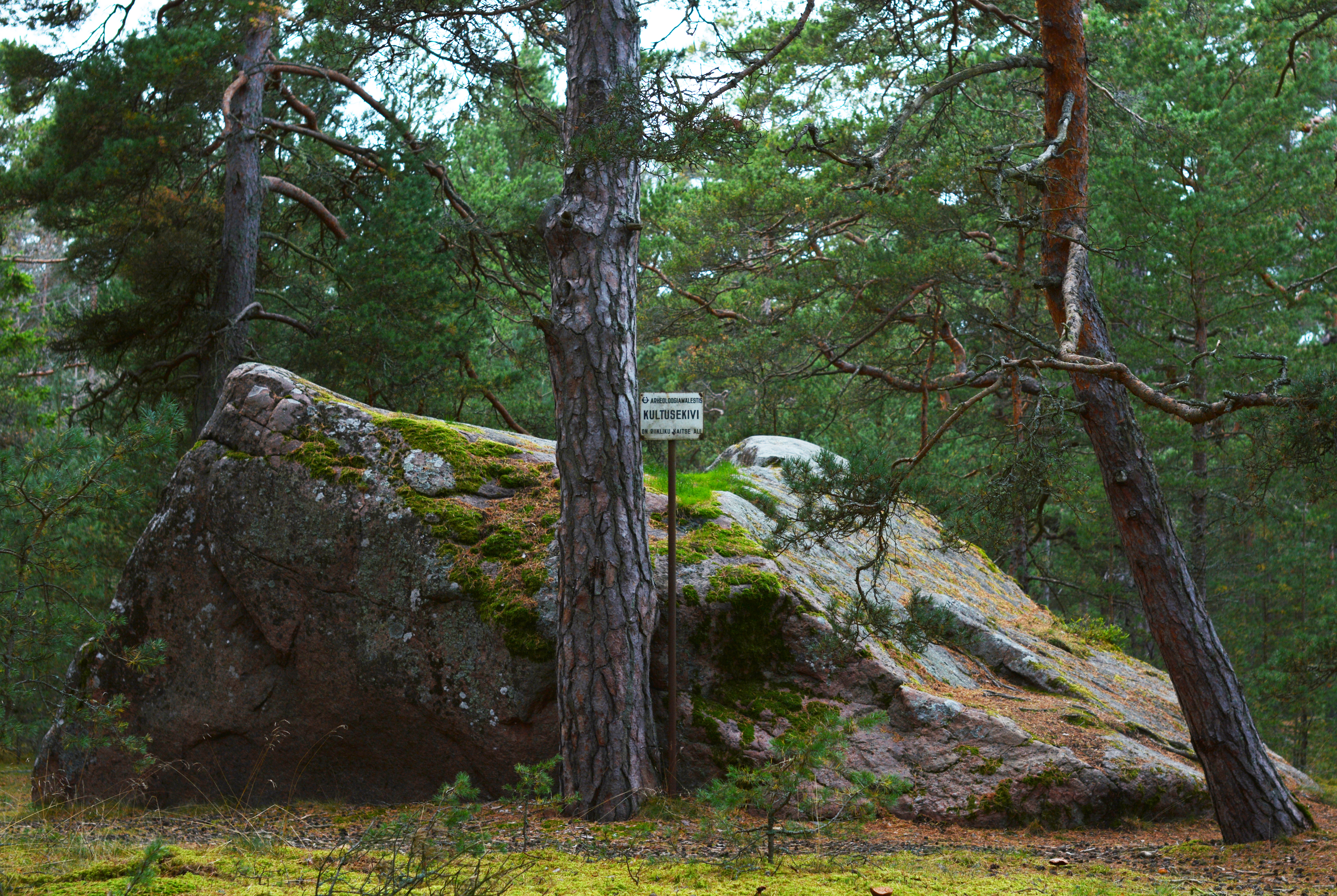
Kultstein auf Aegna

Ein Kultstein ist ein Stein, auf dem oder in dessen Nähe Opfer durchgeführt wurden. Felsbrocken mit volkstümlichen Namen sind (Hiie-, Kabeli-, Kõrva-, Litrekivi-, Maalja-,  Ohvri-, Tohtri-, Tondi- oder Uku-) auf deren Oberfläche sich Schälchen befinden. Um viele ranken sich Legenden. Von den über 1.700 in Estland registrierten Kultsteinen sind die meisten (1.300) kleinnarbig.

## Geschichte
Seit 1460 siedelten sich einige Fischer zumindest zeitweise auf der Insel an. Zu Beginn des 20. Jahrhunderts mussten die Bewohner der fünf damaligen Höfe die Insel aus militärischen Gründen verlassen. Der alte Friedhof der Insel ist erhalten geblieben.
1911 wurde auf Befehl des Zaren im Rahmen des Ausbaus der Seefestung Imperator Peter der Große eine schwere Küstenbatterie angelegt, die im Zweiten Weltkrieg weiter ausgebaut wurde. Die Ruinen können heute noch besichtigt werden. Von 1914 bis 1944 war auf der Insel eine Schmalspurbahn in Betrieb.
Die Insel und ihr Sandstrand sind beliebtes Ausflugsziel für Touristen aus Tallinn (unregelmäßiger Fährverkehr). Verwaltungsmäßig gehört die Insel seit 1975 wieder zur Stadt Tallinn. Sechs Menschen leben dauerhaft auf der Insel.
Nach Aegna wurde in der Sowjetunion auch eine Zigarettenmarke benannt.